# René Marache
René Marache (Clermont-Ferrand, 22 février 1914 - Rennes, 17 avril 1993) est un universitaire français spécialiste de littérature latine.

## Formation
Il intègre l'École normale supérieure et passe l'agrégation de Lettres en 1937. 

## Carrière universitaire
Il est d'abord nommé comme professeur de lettres au lycée de Briançon avant d'être nommé à la Libération au lycée de Toulouse. En 1947, il intègre la faculté de lettres de l'Université de Rennes comme chargé d'enseignement. Il est par la suite doyen de cette faculté de 1962 jusqu'à sa dissolution en 1969 à la suite de la création de l'Université de Rennes 1 et de l'Université Rennes 2 Haute Bretagne. Il est élu premier président de cette dernière université jusqu'en 1976, date à laquelle Michel Denis lui succède.

## Œuvre scientifique
René Marache s'est intéressé principalement aux rapports entre l'hellénisme et le monde romain à l'époque impériale, à travers l'étude de la Seconde sophistique et l'œuvre d'Aulu-Gelle et de Fronton.

## Hommages
Un volume de Mélanges lui a été offert sous le titre Au miroir de la culture antique. Mélanges offerts au président René Marache, Rennes, Presses universitaires de Rennes, 1992, XV-455 p.  (ISBN 2-86847-056-4)

## Publications majeures
- La Critique littéraire de langue latine et le développement du goût archaïsant au IIe siècle de notre ère, Rennes, Plihon, 1952, 356 p.. (ASIN B0017XGKE4)
- Les Nuits attiques, traduction, tomes 1 à 3.  (ISBN 978-2-251-01016-8)
- Les Romains en Bretagne (photographies Hervé Champollion), Rennes, Éditions "Ouest-France" (collection « Guides-couleurs »), 1979, 32 p.  (ISBN 2-85882-176-3) (BNF 34644965)